# ماد سفلی

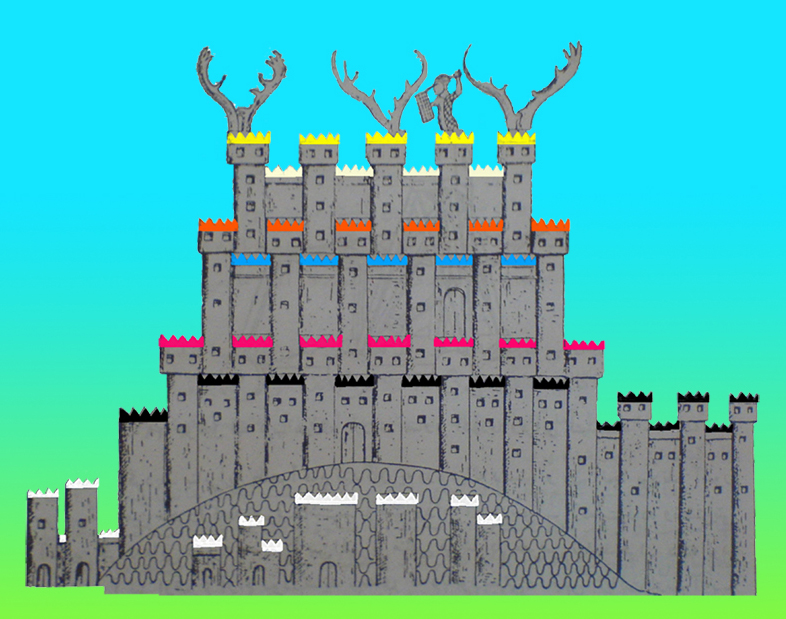
دژ کیشاسو

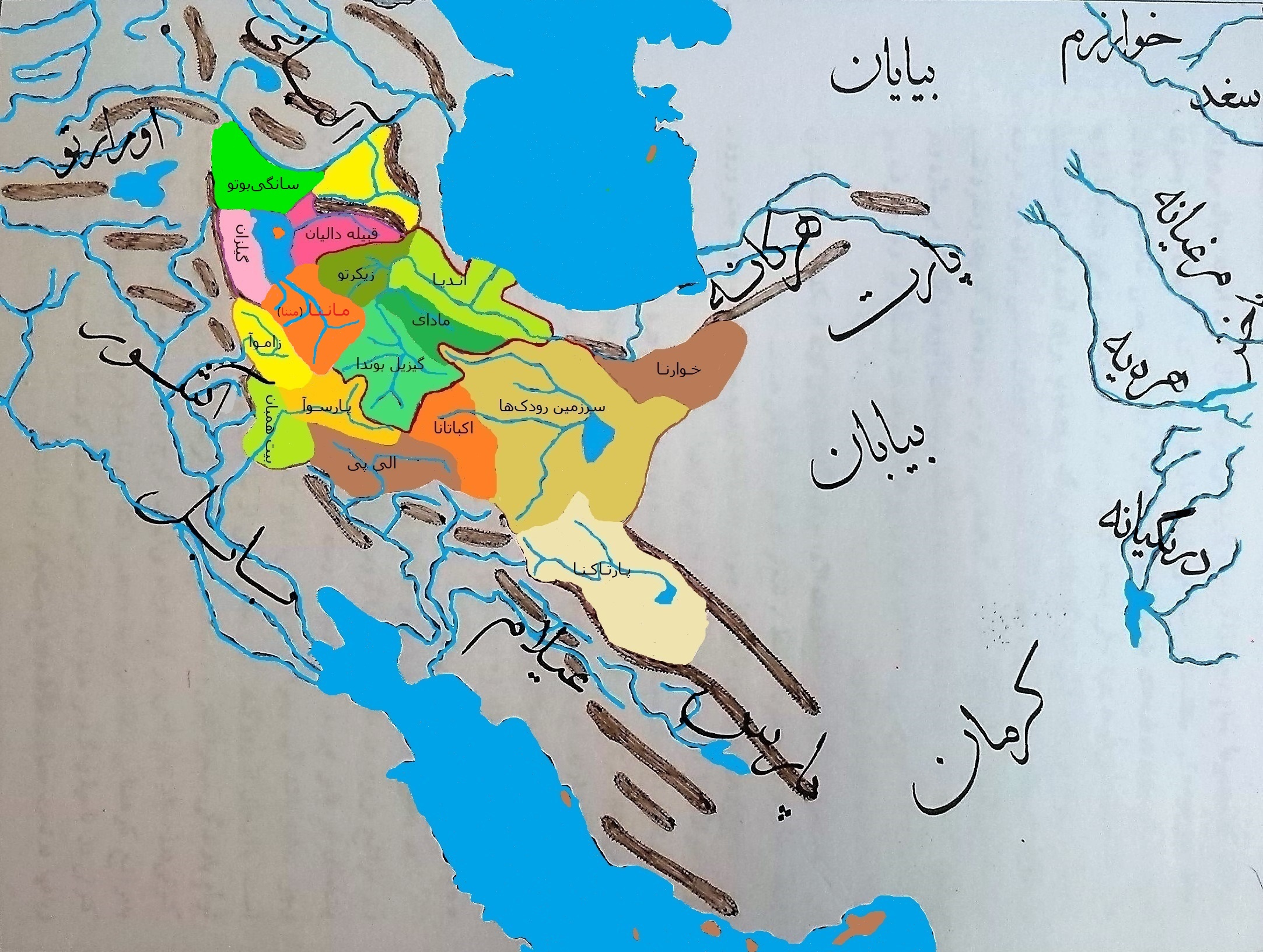
رودک‌ها و تمدن‌های دیگر

ماد سفلی یا ماد بزرگ این سرزمین در ابتدا محل اسکان قبایل  سرزمین ماد بود، به سبب وجود رهبری خردمند بنام دیاکو پیشتاز سایر اقوام و قبایل ایرانی در مبارزه از رهایی یوغ آشور بود که در آن زمان بر سراسر خاورمیانه تسلط یافته بود. در دوران پادشاهی ماد نام قبیله مزبور بر همهٔ اراضی فلات ایران و بخشی از اراضی آسیای صغیر و آسیای مقدم بسط یافت. مادی‌ها را یکی از سه قوم بزرگ آریایی در کنار پارس و پارت قرار می‌دهند. مسکن و مقرّ  بدوی اتحادیه قبایل ماد تحت عنوان مادای در نیمه اول هزارهٔ اول پیش از میلاد بر کرانه‌های رود قزل اوزن و نزدیک شهر میانه بود.

## اراضی مادی ناحیه همدان
در ملتقای ماد آتروپاتن و مادسفلی، ناحیه همدان قرار دارد. این ناحیه در دامنه کوه الوند واقع بوده و جویبارانی که از برف‌های آن کوه پدید می‌آیند آن را مشروب می‌سازند. اکثر جویباران مزبور بخش علیای رودک قره‌سو را ـ که خود به حوضهٔ دریاچه حوض سلطان تعلق دارد ـ تشکیل می‌دهند؛ ولی سلسله جبال کوه رود که مرز ماد سفلی می‌باشد اندکی از جنوب‌شرقی‌تر شروع می‌شود و بدین سبب این ناحیه را می‌توان حد فاصل میان ماد آتروپاتن و مادسفلی شمرد؛ و راه‌های کاروان‌روی مناسبی آن را به مادآتروپاتن مربوط می‌سازند. جاده‌های دیگری از اینجا بسوی غرب و به طرف شرق ممتد است. اینکه مرکز این ناحیه شهر همدان کنونی و اکباتان یونانیان به زبان مادی هنگ متنه یعنی «محل اجتماع» نامیده می‌شود، تصادف محض نیست اینجا پایتخت دولت ماد بوده‌است.

### اراضی مادی دریاچهٔ حوض سلطان
حوزهٔ دریاچه حوض سلطان، کویرنمک و رودخانه ابهرچای و قره‌سو و قمرود بعلاوه تقریباً تمام استان مرکزی بخش بزرگی از ماد سفلی بوده‌است. در مرکز این ناحیه سه رودک در جهت دریاچه‌های حوض سلطان و دریای نمک جاری می‌باشند: از شمال غرب ابهر چای به دره‌ای که شهر تاکستان (سیادن) در آن است، جاری می‌گردد؛ و از غرب قره‌سو که از همدان جاری است و از جنوب‌غرب قمرود که اکنون شهر قم در کنار آن واقع است جاری می‌شوند. آشوریان این ناحیه را سرزمین رودک‌ها می‌نامیدند. در این ناحیه مناسب‌ترین جا برای سکونت و زراعت دامنه‌های البرز است، که از سمت شمال این ناحیه را محدود می‌سازد و کوه رود که از طرف جنوب تا حدی به دریاچه‌ها نزدیک می‌باشد. اکنون شهر تهران در دامنه‌های جنوبی البرز قرار دارد و در عهد باستان ری یا رغه که یکی از شهرهای مهم ماد شمرده می‌شد. اکنون در دامنه‌های شمالی کوه‌رود شهر کاشان و تپه سیلک واقع است.
در مشرق ری، نزدیک قله برفین دماوند گردنه‌ای وجود دارد بر سر راه مازندران که در عهد باستان اصطلاحاً دروازهٔ کاسپیان نامیده می‌شد.

### نواحی شمال کویر
این ناحیه نیز در دامنه‌های جنوبی کوه البرز قرار دارد ولی از دروازه کاسپیان شرقی‌تر است و از سمت جنوب به بیابان شوره زار محدود می‌باشد. در عهد باستان این ناحیه خوار یا خوارنا نامیده می‌شد. راه کاروان رو به آسیای میانه از این ناحیه می‌گذشت و اکنون شهرهای سمنان و دامغان بر مسیر آن قرار داشتند. بخش شرقی خوارنا به فلات خراسان یعنی بخش جنوبی پارت قدیم ملحق می‌گشت.
مسلماً ماد با نواحی جنوبی‌تر نیز مناسبات نزدیک داشت و بویژه در زمان‌های کهن ظاهراً مردم آن سرزمین با کاسی‌ها و ساکنان عیلام از حیث قومیّت و زبان قرابت داشتند. ماد از طریق پارتاکنا با پارس که از کهن‌ترین زمان‌ها توسط عیلامیان مسکون بود نیز مربوط بوده؛ ولی در عین حال مسافات دراز و پهنه‌های لم‌یزرع، خاک ماد را از جنوب و جنوب‌شرقی ایران جدا می‌کرد.
جاده کاروان‌رویی که آسیای میانه را به آسیای مقدم متصل می‌کرد از خاک ماد می‌گذشت. این راه که از ناحیه اکباتانا عبور می‌کرد و سپس در دامنه‌های جنوبی البرز و در نواحی تهران و سمنان امتداد می‌یافت اهمیت فوق‌العاده‌ای در تاریخ ماد داشته‌است.
ضمناً چنانچه در نظر گیریم که مردم دام‌پرور کرانه شرقی و غربی دریای خزر از لحاظ تاریخی با ماد رابطه نزدیک داشته و از لحاظ فرهنگی و قومی همانند بودند، در می‌یابیم که سرنوشت ماد همیشه با مقدرات آسیای میانه مربوط بوده‌است.
روابط مادسفلی با مشرق و جنوب و اختلاف شرایط آن با ماد آتروپاتن (آذربایجان) موجب گشت که پیوند میان این دو قسمت ایران  نا استوار باشد و بدین سبب از قرن چهارم پ. م. سرنوشت تاریخی آنها متفاوت بوده و از آنجمله پیدایش و قوام قومیّت ایشان نیز از طرق مختلف جریان یافت.

## سکنه ماد
تمدن و فرهنگ قدیمتر ماد.

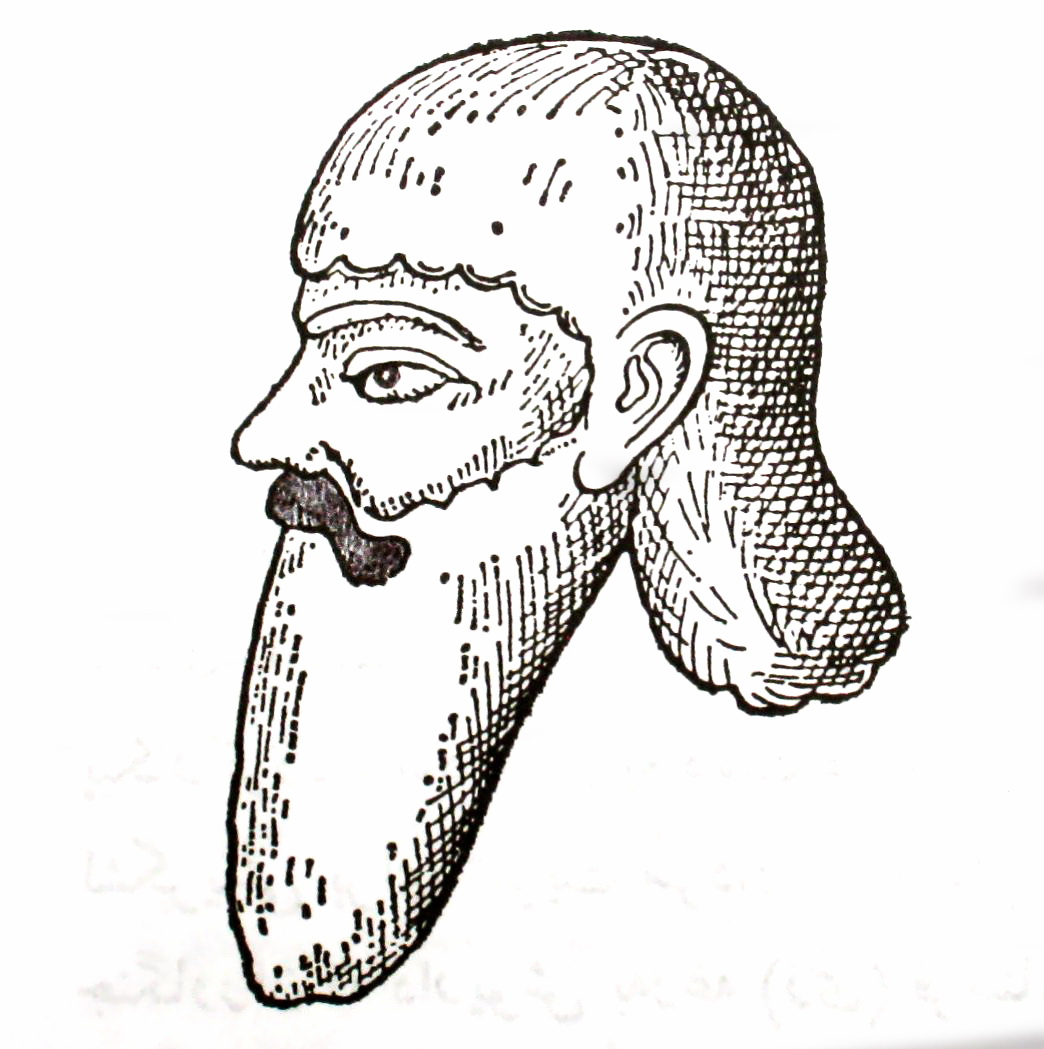
فرورتیش دوم
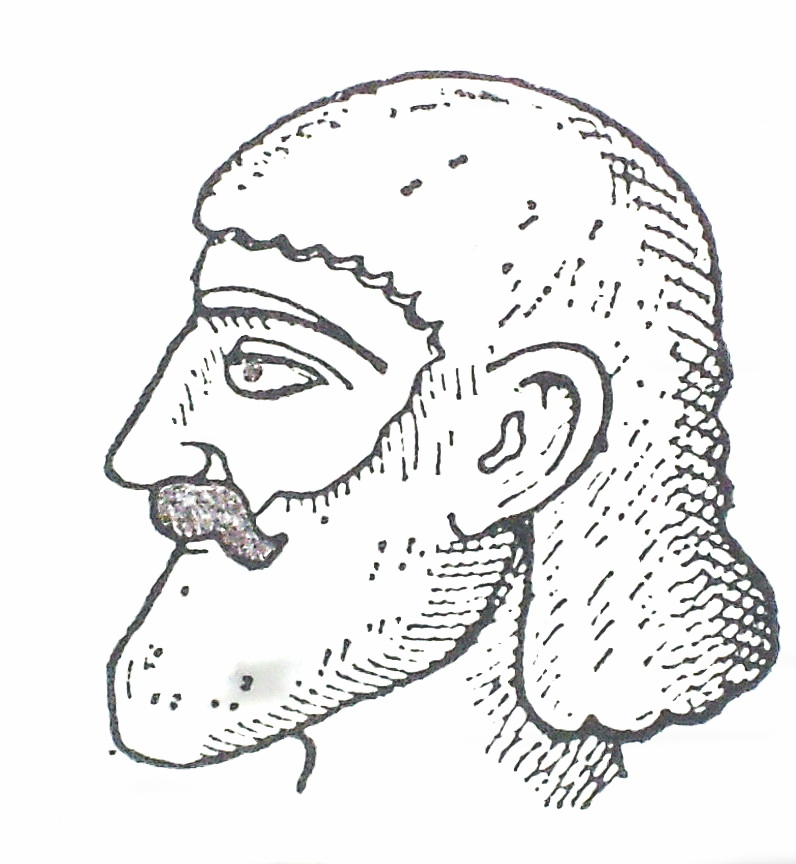
چیتران تُخمه
سکنهٔ اسیر ماد
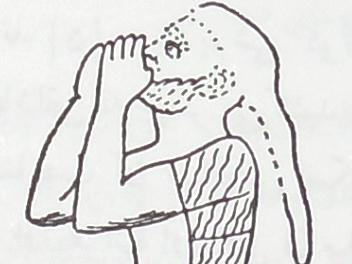
مردی از قوم لولو
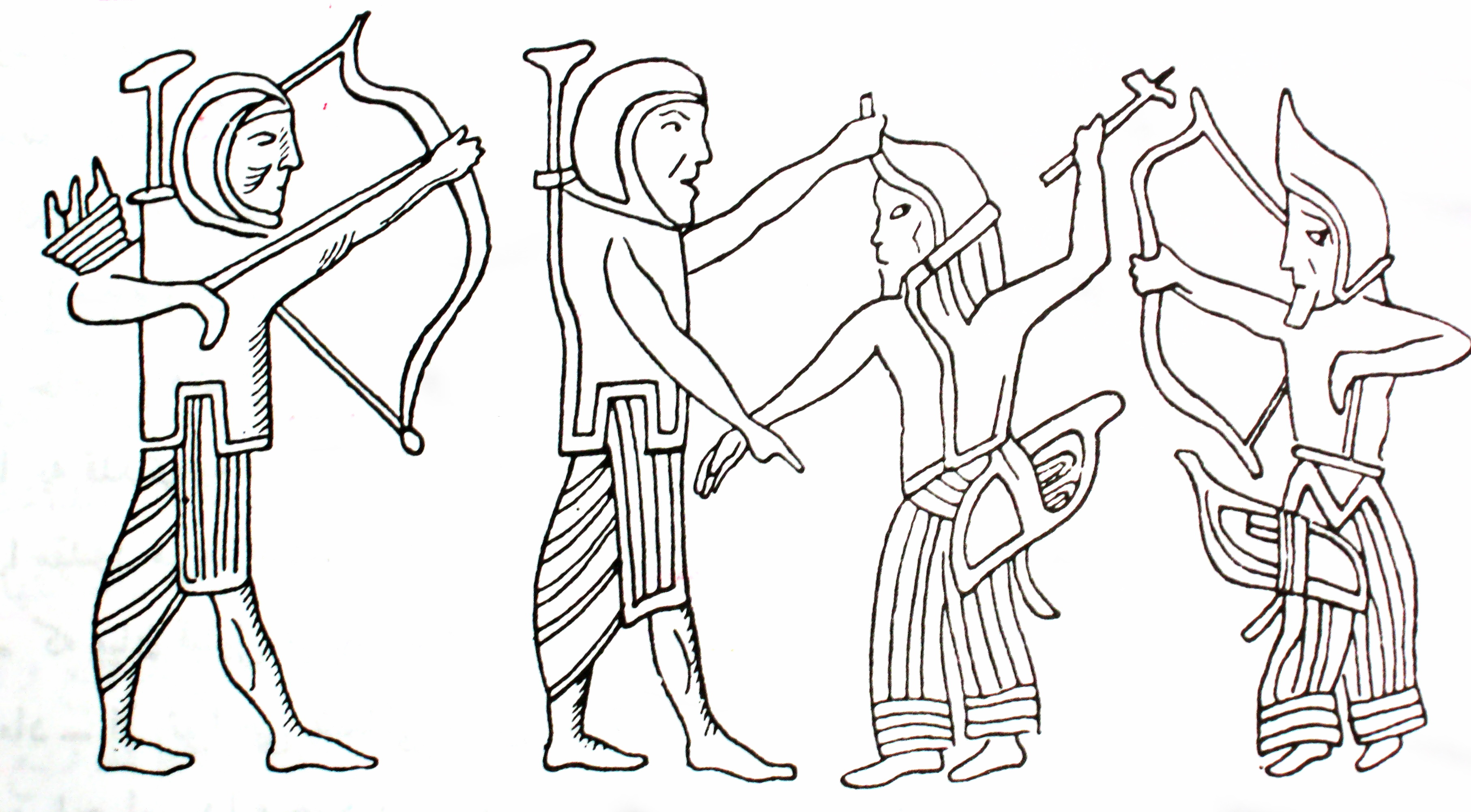
جدال دو مرد اسکیت و ماد
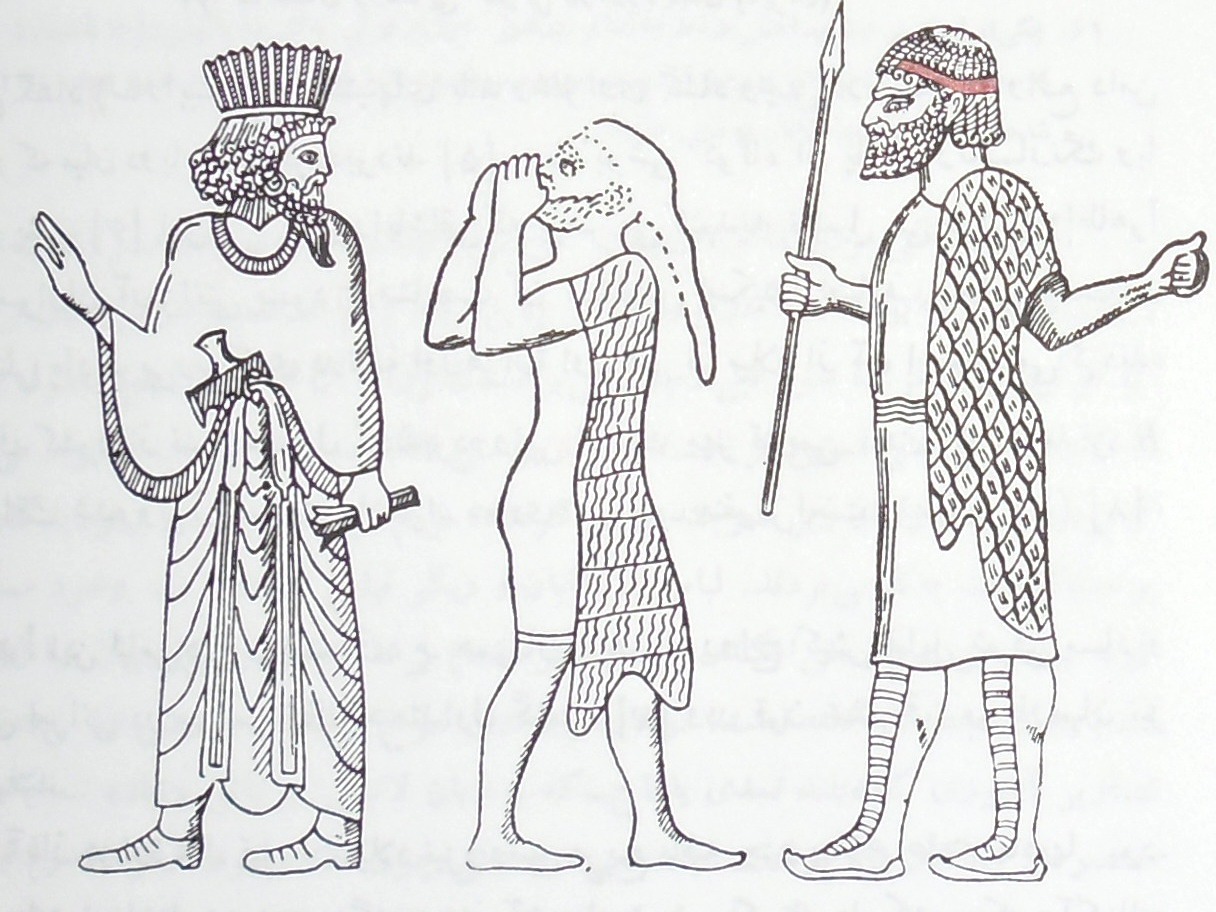
تیپ مردمان ماد و ماننا
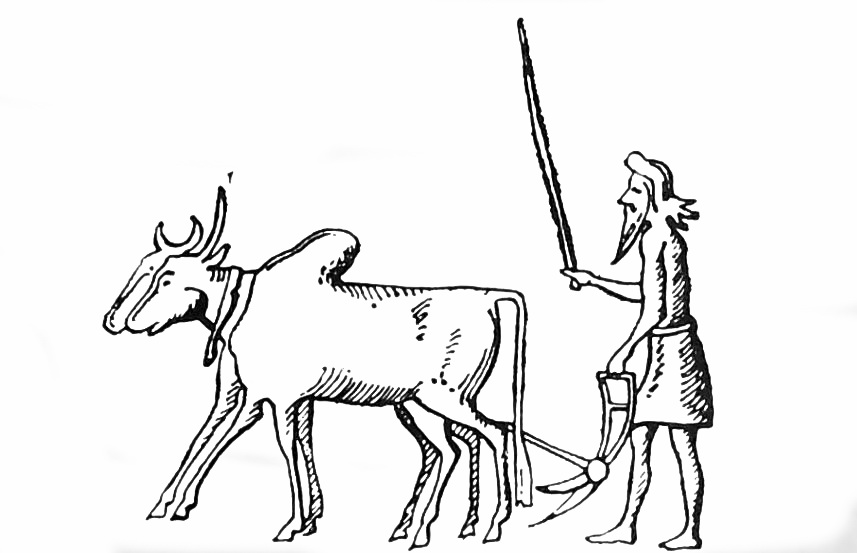
یک کشاورز ایرانی
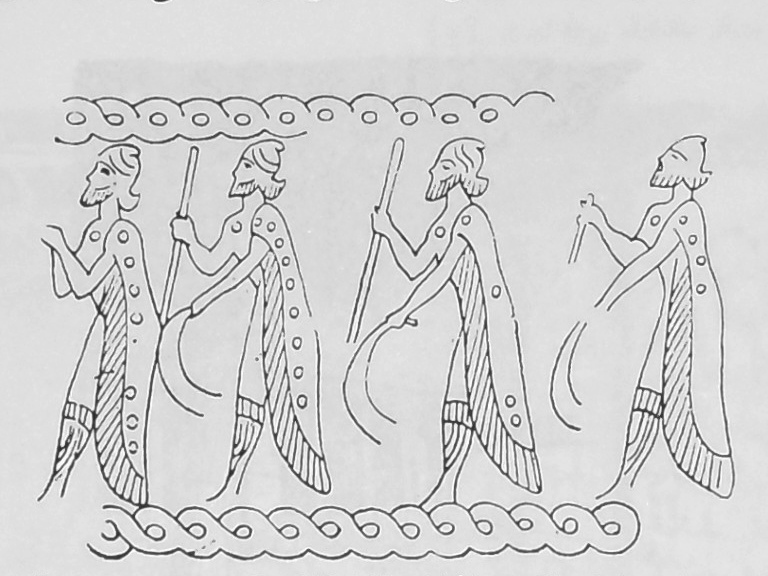
برزگران ماد یا ماننا
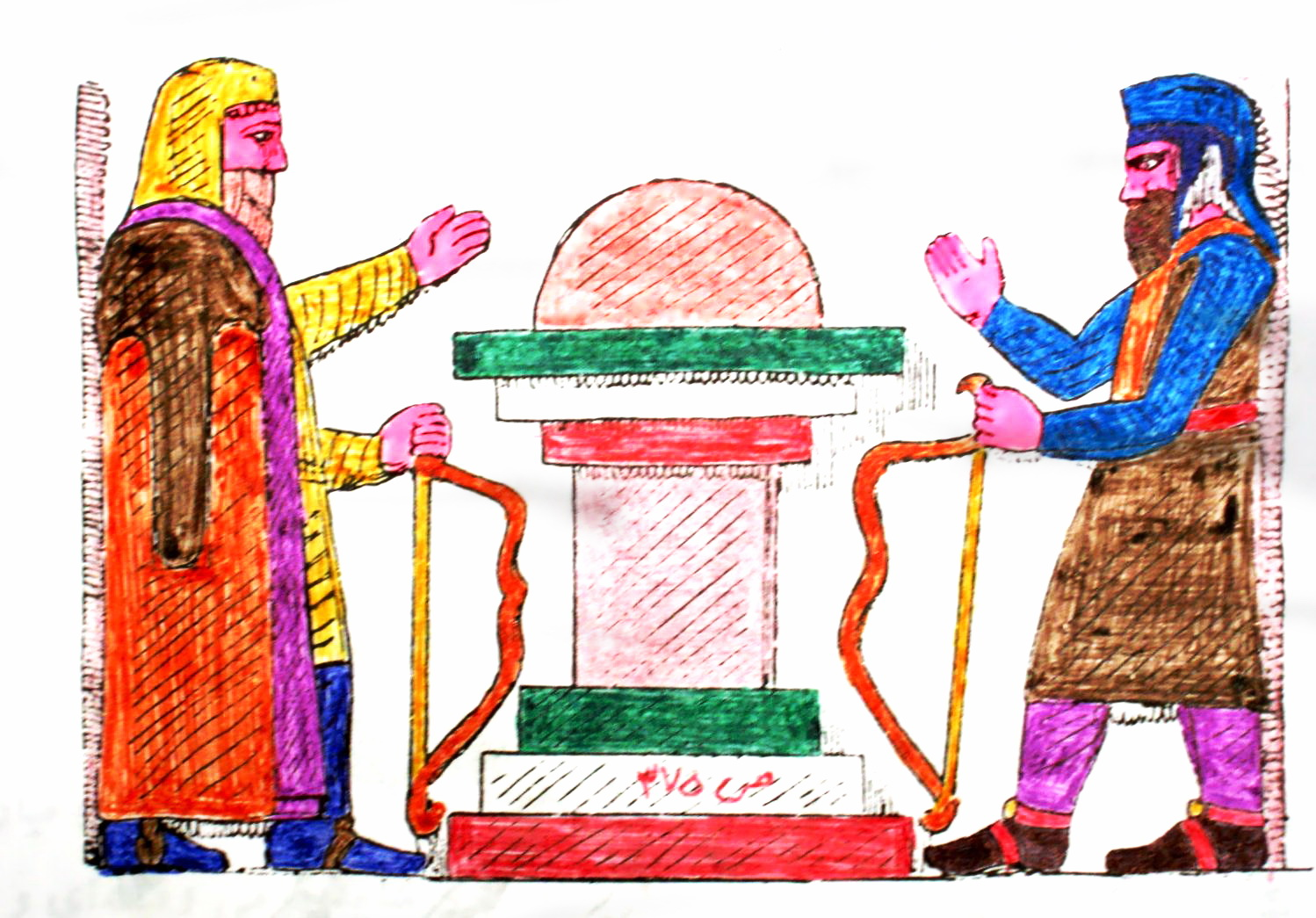
مناظره دو پیشوا
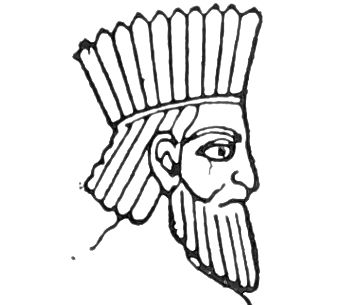
تاج مادی موسوم به تیار